# Dominic John Corrigan
Dominic John Corrigan (Dublín, Reino Unido de Gran Bretaña e Irlanda, 1 de diciembre de 1802 - ídem, 1 de febrero de 1880) fue un prestigioso médico irlandés que influyó de manera importante en la docencia, la investigación, pero sobre todo en la asistencia sanitaria. Entre sus muchas aportaciones originales destacan las que se refieren a las enfermedades febriles y cardíacas. Hay varios epónimos con su nombre.

## Biografía
Nació en Thomas Street, Dublín, Irlanda, el 1 de diciembre de 1802, ciudad en la que falleció el día 1 de febrero de 1880 y enterrado el 5 en el panteón familiar de la iglesia de St. Andrew en Westland Row, calle donde en 1844 había convertido un viejo establo en dispensario para los desfavorecidos.
Hijo de John Corrigan, un comerciante de útiles para la agricultura, y de Celia O’Connor que descendía del clan O’Connor y de sangre real irlandesa. Dominic John Corrigan, católico practicante, se casó en 1827 con Joanna Woodlock de veintiún años, hija de un rico comerciante y hermana del obispo católico Bartholomew Woodlock. Tuvieron seis hijos, tres niñas y tres niños. El hijo mayor, el Capitán John Joseph del tercer cuerpo de los Dragoon Guards, murió a los 35 años el 6 de enero de 1866 y está sepultado en el Cementerio General de Melbourne, Melbourne, Australia. Su nieto le sucedió en el título de barón Corrigan y murió a consecuencia de un derrame cerebral en Merrion Square, Dublín, el 1 de febrero de 1880, que había sufrido en diciembre del año anterior, y está enterrado en la cripta de la iglesia de St. Andrews en Westland Row, Dublín.

### Educación
Fue educado en St. Patrick’s College, situado a 24 km en la localidad de Maynooth, que era entonces una división para estudiantes seculares del seminario eclesiástico nacional de Irlanda. Corrigan se sintió atraído por el estudio de la medicina acompañando al médico local, Dr. Edward Talbot O’Kelly en sus visitas a pacientes del mundo rural de Kildare en Maynooth. Después de pasar varios años como aprendiz, estudió medicina en Dublín y luego se trasladó a la Escuela de Medicina de Edimburgo, donde recibió su título de Doctor en Medicina en agosto de 1825.
Los cinco centros en los que Corrigan consta haber estudiado son: el Jervis Street Hospital School, la Kirby's School, el Theatre of Anatomy, o la Peter Street School, la Medical School de la House of Industry Hospitals, el Theatre of Anatomy en Moore Street, y el Apothecaries Hall.
Una vez graduado, regresó a Dublín en 1825 para ejercer la práctica privada, estableciéndose en el número 12 de Brocker’s Walk en 1832, y en 1837 en el 4 de Merrion Square West. A la vez, en esos mismos años, Corrigan tuvo muchos nombramientos públicos: médico consultor del Maynooth College, del Instituto Enfermos Pobres, la Beneficencia Jervis (1830-1843) y la Cámara de la Industria Hospitales (1840-1866). La carencia de asistencia médica en la población estimuló su trabajo con multitud de enfermos, en especial con los más pobres de Dublín. Estudió a fondo las enfermedades cardíacas, y dio conferencias sobre el tema. Era conocido como un médico muy solícito, especialmente durante la hambruna irlandesa de la patata. En 1870 Corrigan fue elegido Miembro del Parlamento Liberal por Dublín. En el parlamento, hizo una campaña activa para la educación en Irlanda y la liberación anticipada de prisioneros fenianos. No se presentó a la reelección en 1874; se cree que perdió sus electores por la oposición que ejercieron las compañías de cerveza (Corrigan dio su apoyo a la campaña de sobriedad y al cierre de los bares en domingo).

### Médico y científico
Después de recibir su primera instrucción de un médico local estuvo en el Jervis Street Hospital de Dublín, donde comenzó su trabajo clínico-patológico. En 1825 recibió su título de la Universidad de Edimburgo. En 1829 Corrigan se unió a la Institución de Enfermos pobres de Dublín (Sick-Poor Institution of Dublin) y dio conferencias de medicina en el instituto tanto teóricas como, de manera especial, prácticas que eran muy apreciadas. Durante los siguientes cuatro años los pasó estudiando la válvula aórtica. Su artículo sobre la anomalía Permeabilidad permanente de las válvulas aórticas apareció en el Diario Médico y Quirúrgico de Edimburgo en abril de 1832. Trabajador incansable con gran dedicación a sus pacientes: cuando no conseguía curarlos propugnaba estudiar personalmente las autopsias para aportar datos al servicio de la ciencia médica.
Escribió más de cien artículos científicos como resultado de sus constantes investigaciones, muchos sobre enfermedades cardíacas. Su artículo sobre la insuficiencia aórtica (1832) pasó a ser una descripción clásica. También elaboró prestigiosos estudios, los más conocidos fueron sobre la fibrosis pulmonar (1838), la aortitis como causa de la angina de pecho (1837) y la estenosis mitral (1838). Son famosos los epónimos que se generalizaron por sus aportaciones médicas, en particular, la respiración de Corrigan se refiere a una respiración superficial en la fiebre, y el pulso de Corrigan (un pulso arterial saltón, en golpe de ariete, a causa de la insuficiencia de la válvula aórtica, o de la persistencia del conducto arterioso, o de algún tipo de fístula arteriovenosa o del hipertiroidismo). La enfermedad conocida como cirrosis pulmonar de Corrigan que dejó descrita en 1840, fue etiquetada cien años después de modo indebido en 1935 como síndrome de Hamman-Rich. Es una fibrosis pulmonar intersticial difusa de causa desconocida que se manifiesta con disnea, tos, cianosis y fiebre. Es una fibrosis de mal pronóstico que evoluciona rápidamente hacia el desarrollo de un pulmón en panal, con una insuficiencia respiratoria restrictiva. El signo de Corrigan es una línea púrpura en las encías, patognomónico del envenenamiento crónico con cobre. La enfermedad de Corrigan, reflujo de sangre al ventrículo en la diástole por la insuficiencia de la válvula aórtica.
Lo publicado por Corrigan, incluido su informe sobre las causas y el tratamiento de la insuficiencia aórtica, se basa en la observación de pacientes en diversos hospitales de Dublín.
De 1840 a 1866 fue médico en los hospitales de la Casa de la Industria. Habiendo sido nombrado en 1866 Barón (dignidad hereditaria British) representó a Dublín en la Cámara de los Comunes desde 1870 hasta 1874.
En 1856 formó parte del Colegio Médicos de Irlanda (King and Queen’s College of Physicians in Ireland). Desde 1859 fue elegido cinco veces Presidente, un honor sin precedentes. Al ser fundada la Queen’s University en 1850 fue miembro de su senado y posteriormente, y luego su Vicecanciller en 1871, y desde 1859 fue su representante en el Consejo Médico.
Es el responsable de que mejoraran el agua de consumo en Dublín que entonces era un serio problema sanitario. Fue un logro a resultado de sus estudios sobre el tema entre los que cabe destacar Reports on the diseases and weather of Dublin (1830). Corrigan apoyó los criterios médicos emergentes que distinguen el tifus de la fiebre tifoidea. Por otra parte fue capaz de diagnosticar y operar con éxito un aneurisma del arco aórtico. Sus éxitos como eminente profesor de medicina dieron lugar a que en 1842 el London College of Surgeons le confiriera su diploma y en 1849 recibió el título honorario de Doctor en Medicina.

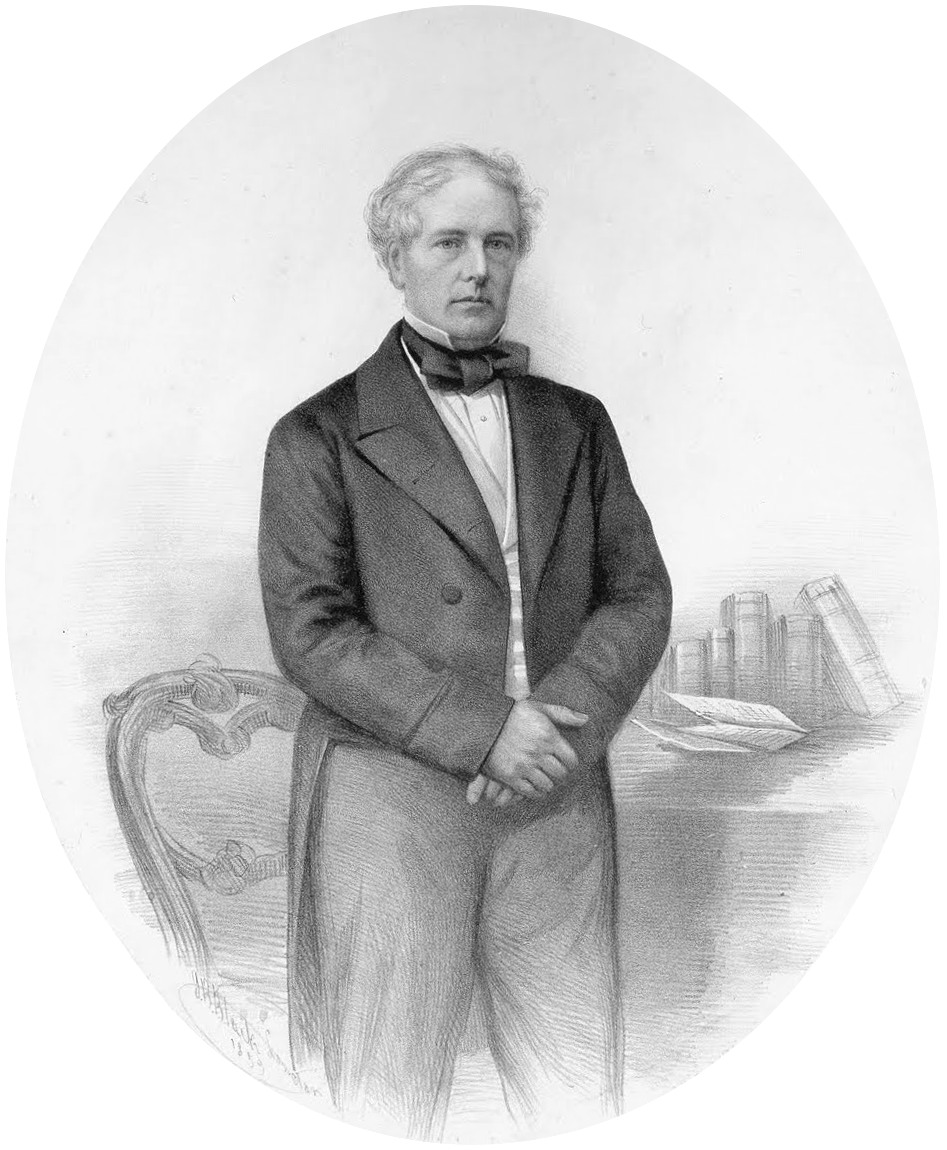
Al ser graduado en la Edinburgo Universidad, 1825. Retrato por D. Davison situado en el Royal College of Physicians of Ireland

### Pionero
En 1844 abrió el Hospital Oftalmológico y el Dispensario de San Marcos para Enfermedades de los Ojos y Oídos en Mark Street, cerca de Great Brunswick Street (ahora Pearse Street), y durante muchos años fue el único hospital de las Islas Británicas que enseñó cirugía auditiva y oftalmología. Fue el predecesor de lo que hoy es el Royal Victoria Eye and Ear Hospital.
Siendo Corrigan su presidente, el Colegio Irlandés de Médicos se convirtió en el primer organismo de las Islas Británicas en admitir mujeres para el examen de licenciatura.
En sus intentos para cambiar la actitud del público hacia las bebidas alcohólicas se hizo presidente de la Asociación para el Cierre de Public houses al menos los domingos, pero tuvo escasos resultados.
En 1828 publicó en la revista Lancet el primer artículo (1829) sobre el diagnóstico de los murmullos cardíacos, anunciando a sus colegas la existencia del estetoscopio de Laennec cuyo uso introdujo en Irlanda y luego en Inglaterra.
Miembro fundador de la Dublin Pathological Society (1838).

### Honores
Era conocido como un médico muy trabajador: su abnegada solicitud durante los años de la fiebre del hambre lo hizo famoso. Sus Lectures on Fevers (Dublín, 1853) son una valiosa contribución a nuestro conocimiento de este tema. Desde la década de 1840 se convirtió en miembro del Senado de la Queen’s University, donde en 1871 fue su Vicerrector. En 1866 se le hizo Baron de Cappagh y Inniscorrig en el condado de Dublín y de Merrion Square en la ciudad de Dublín, en parte como una recompensa por sus servicios como Comisionado de Educación durante muchos años. Fue miembro del consejo del Cementerio Glasnevin y del Comité Conmemorativo Daniel O’Connell.
Formó parte del Parlamento en el bando liberal durante cinco años después de 1869. Fue derrotado por la reelección en 1874 por Liberator Interest. Fue presidente de la Royal Zoological Society de Dublín, de la Dublin Pathological Society (fue co-fundador), de la Dublin Pharmaceutical Society, y fue presidente del Royal College of Physicians de Irlanda en 1856, y en 1859 reelegido cuatro veces, un honor sin precedentes. Diez años antes, en 1846, su petición para convertirse en miembro había sido bloqueada; pero en 1855 obtuvo esta oposición. Su trabajo en enfermedades cardíacas lo identifica como un gran investigador original en medicina. Trousseau, el médico francés, propuso que la enfermedad cardíaca aórtica se denomine enfermedad de Corrigan.